# Eupithecia mayerata
Eupithecia mayerata là một loài bướm đêm trong họ Geometridae.